# Luis Astorquia
Luis Wenceslao Astorquia Landabaso (4 de octubre de 1883-28 de marzo de 1967) fue un futbolista español que jugó como guardameta en el Athletic Club. Su hermano mayor, Juan Astorquia, fue la cabeza fundamental de la fundación del Athletic en 1898.

## Biografía
Nacido en Bilbao, Astorquia estudió en Inglaterra cuando era niño, donde desarrolló un profundo interés por el fútbol. También estudió y jugó al fútbol en Mittweida, Alemania, donde destacó como un destacado portero. Su hermano mayor fue socio fundador del Athletic Club en 1898, pero el club no se constituyó oficialmente hasta el 5 de septiembre de 1901, en la célebre reunión celebrada en el Café García, en la que Luis fue uno de los 33 socios (cofundadores) del club.
Mientras que su hermano fue miembro del primer gran equipo de la historia del Athletic que ganó la Copa de la Coronación de 1902 y la Copa del Rey de fútbol 1903, Luis fue miembro del segundo gran equipo que ganó dos títulos de Copa del Rey consecutivos en 1910 y 1911. Fue el portero titular en ambas finales, manteniendo su portería a cero en la primera en la victoria por 1-0 sobre el Vasconia. En su etapa en el Athletic disputó cinco partidos oficiales, en los que encajó dos goles.

## Honores
- Copa del Rey: 1910 y 1911